# موحسن
موحسن (به عربی: موحسن) یک منطقهٔ مسکونی در سوریه است که در استان دیرالزور واقع شده‌است.

## خصوصیات
موحسن ۹٬۵۰۱ نفر جمعیت دارد.